# Бурков, Игорь Витальевич
Игорь Витальевич Бурков (29 ноября 1939, Москва, РСФСР) — советский и российский учёный, руководитель группы нейрохирургии и пластической хирургии Научно-практического центра специализированной медицинской помощи детям имени В. Ф. Войно-Ясенецкого, заслуженный врач Российской Федерации, Лауреат Государственной премии СССР.
В 1957 году по окончании средней школы поступил во 2-й Московский государственный медицинский институт имени Н. И. Пирогова, полный курс которого окончил в 1963 году по специальности педиатрия. Решением государственной экзаменационной комиссии ему была присвоена квалификация врача-педиатра. 
В этом же году Бурков И.В. был принят на работу и назначен на должность хирурга в Чишминской районной больнице Башкирской АССР.

В сентябре 1965 года поступил в аспирантуру 2-го московского государственного медицинского института имени Н. И. Пирогова на кафедру детской хирургии. По окончании аспирантуры зачислен на должность ассистента кафедры детской хирургии второго медицинского института имени Н. И. Пирогова.

20 мая 1968 года Буркову И. В. присуждена учёная степень кандидата медицинских наук. 
В июле 1972 года был избран по конкурсу в Институт сердечно-сосудистой хирургии и зачислен в группу профессора Ю. Ф. Исакова на должность старшего научного сотрудника.

26 декабря 1975 года решением Высшей аттестационной комиссии Буркову И. В. присуждена учёная степень доктора медицинских наук. 
Постановлением Центрального Комитета КПСС и Совета министров союза ССР 1 ноября 1979 года Бурков И. В. награждён  Государственной премией СССР «за разработку и внедрение в клиническую практику новых методов лечения, основанных на сорбции токсических веществ из крови и других биологических жидкостей».
3 ноября 1988 года награждён медалью «Ветеран труда». 
В феврале 1991 года вступил в должность заведующего научно-исследовательской лабораторией детской хирургии и анестезиологии МОЛГМИ имени Н. И. Пирогова. 
19 ноября 1992 года решением Комитета по высшей школе министра науки, высшей школе и технической политики РФ Буркову И. В. присвоено учёное звание профессора по специальности «детская хирургия». 
В ноябре 1992 года он назначен руководителем Центра абдоминальной хирургии Российской детской клинической больницы.

21 июня 1995 года указом президента РФ Буркову Игорю Витальевичу присвоено почётное звание Заслуженного врача Российской Федерации.

С января 1996 года Бурков И. В. работает в Научно-практическом центре медицинской помощи детям заместителем директора по науке и одновременно руководит научным отделом черепно-лицевой хирургии и хирургической стоматологии. 
С апреля 1998 года в порядке служебного перевода работает в Институте педиатрии и детской хирургии главным научным сотрудником. 
В марте 2009 года Бурков И. В. вернулся в НПЦ медицинской помощи детям на должность главного научного сотрудника в группе хирургии новорожденных. 
17 апреля 2012 года Буркову И. В. выдано удостоверение по итогу прохождения аттестации в центральной аттестационной комиссии при Департаменте здравоохранения города Москвы и приказом Департамента здравоохранения от 28 апреля 2012 года ему присвоена высшая квалификационная категория по специальности «Детская хирургия». 
С января 2013 года руководит группой реконструктивной и пластической хирургии НПЦ медицинской помощи детям.

И. В. Буркову принадлежит приоритет в ряде изобретений медицинского характера (сорбент для очистки крови, насос для нагнетания крови и другие) и патентованных методик лечения различного рода заболеваний (способ лечения лимфостаза нижних конечностей, способ выявления грудного протока, способ хирургического лечения гидроцефалии, усовершенствование методов лечения детей со спаечной болезнью и другие).

## Награды и звания
- «Заслуженный врач Российской Федерации»
- Лауреат Государственной премии СССР, 1979.